# Рувер (река)
Рувер (нем. Ruwer) — река в Германии, правый приток реки Мозель. Длина реки — 46 км.
Долина Рувера — часть винодельческой области Мозель-Саар-Рувер возле Трира в Рейнланд-Пфальце. Она славится винами сорта Рислинг.
В нижней части долины Рувера расположены деревни Вальдрах, Казель, Мертесдорф и город Трир.
Притоки: Алькенбах, Альтбах, Альтвайэрбах, Апфельбах, Афельбах, Баусбах, Беннингер Бах, Бингельбах, Бург Хайдер Бах, Буркельсбах, Айтельсбах, Энтербах, Эшбах, Эзельсбах, Флонтербах, Гимпельбах, Гондерсбах, Гриндельбах, Гросбах, Хинцертер Бах, Киттельбах, Клинкбах, Крайдбах, Кундельбах, Лабах, Лебах, Миссельбах, Моэртшельбах, Мюльшайдер Бах, Пельбах, Раурувер, Римпертербах, Риверис, Ротбах, Зибенборнбах, Тиленбах, Вальдбах, Вашбах, Вайербах, Венигбах, Венцельбах и Вешбах.